# Dolní Bojanovice
Dolní Bojanovice là một làng thuộc huyện Hodonín, vùng Jihomoravský, Cộng hòa Séc.